# Edward Norton
Edward Harrison Norton (sinh ngày 18 tháng 8 năm 1969) là một diễn viên kiêm đạo diễn và nhà sản xuất phim người Mỹ.

## Tiểu sử
Edward Norton sinh ra tại Boston nhưng lớn lên ở Columbia, tiểu bang Maryland. Mẹ là giáo viên tiếng Anh, mất năm 1997, bố là luật sư từng làm việc cho chính quyền Jimmy Carter và ông ngoại James Rouse là một kiến trúc sư nổi tiếng, từng tham gia quy hoạch thành phố Columbia.
Norton tốt nghiệp cử nhân khoa Lịch sử đại học Yale năm 1991, sau đó làm việc một thời gian tại Osaka, Nhật Bản trong công ty của ông ngoại, Enterprise Foundation. Trong thời gian theo học tại Yale, Edward Norton theo học dự thính một vài lớp học về Nghệ thuật và từ đây đã nảy sinh mong muốn được trở thành diễn viên. Cho tới năm 1996, anh làm việc tại New York và có tham gia diễn xuất trên sân khấu Broadway.

## Sự nghiệp
Sự nghiệp điện ảnh của Edward Norton bắt đầu từ năm 1996 khi anh vượt qua 2000 thí sinh khác để được vào vai Aaron Stampler, một bệnh nhân tâm thần phân liệt trong bộ phim Primal Fear với sự tham gia của Richard Gere. Với vai diễn này, Edward Norton đã nhận được giải Quả cầu vàng (Golden Globe) và đề cử Oscar cho diễn viên phụ xuất sắc nhất. Năm 1998, Norton lại một lần nữa nhận đề cử Oscar, lần này là cho diễn viên chính xuất sắc nhất với vai một tên Quốc xã mới (néo-nazi) trong bộ phim American History X. Sự nghiệp của anh còn được đánh dấu bởi hai bộ phim được giới bình luận đánh giá cao, Fight Club (đạo diễn David Fincher, với Brad Pitt) và 25th Hour (đạo diễn Spike Lee).
Với tư cách là đạo diễn, Edward Norton cho ra mắt khán giả bộ phim Keeping the Faith mà anh đồng thời là nhà sản xuất.

## Các phim tham gia

### Điện ảnh
| Năm  | Tiêu đề                                         | Vai diễn                          | Ghi chú                            | Nguồn         |
| ---- | ----------------------------------------------- | --------------------------------- | ---------------------------------- | ------------- |
| 1996 | Primal Fear                                     | Aaron Stampler / Roy              |                                    | [ 1 ]         |
| 1996 | Everyone Says I Love You                        | Holden Spence                     |                                    | [ 2 ]         |
| 1996 | The People vs. Larry Flynt                      | Alan Isaacman                     |                                    | [ 3 ]         |
| 1998 | Rounders                                        | Lester "Worm" Murphy              |                                    | [ 4 ]         |
| 1998 | American History X                              | Derek Vinyard                     |                                    | [ 5 ]         |
| 1999 | Fight Club                                      | The Narrator                      |                                    | [ 6 ]         |
| 2000 | Keeping the Faith                               | Father Brian Finn                 | Also producer/director             | [ 7 ]         |
| 2001 | The Score                                       | Jack Teller                       |                                    | [ 8 ]         |
| 2002 | Death to Smoochy                                | Sheldon Mopes / Smoochy the Rhino |                                    | [ 9 ]         |
| 2002 | Frida                                           | Nelson Rockefeller                | Also uncredited screenwriter       | [ 10 ] [ 11 ] |
| 2002 | Red Dragon                                      | Will Graham                       |                                    | [ 12 ]        |
| 2002 | 25th Hour                                       | Monty Brogan                      | Also uncredited producer           | [ 13 ]        |
| 2003 | The Italian Job                                 | Steve Frazelli                    |                                    | [ 14 ]        |
| 2004 | Dirty Work                                      | N/A                               | Executive producer                 | [ 15 ]        |
| 2004 | After the Sunset                                | Himself                           | Uncredited                         | [ 16 ]        |
| 2005 | Kingdom of Heaven                               | King Baldwin IV                   |                                    | [ 17 ]        |
| 2005 | Down in the Valley                              | Harlan Fairfax Carruthers         | Also producer                      | [ 18 ]        |
| 2006 | The Illusionist                                 | Eisenheim                         |                                    | [ 19 ]        |
| 2006 | The Painted Veil                                | Walter Fane                       | Also producer                      | [ 20 ]        |
| 2007 | Brando                                          | Himself                           | Documentary                        | [ 21 ]        |
| 2007 | The Simpsons Movie                              | Panicky Man                       | Lines redubbed by Dan Castellaneta | [ 22 ]        |
| 2007 | Man from Plains                                 | Himself                           | Documentary                        | [ 23 ]        |
| 2008 | The Incredible Hulk                             | Bruce Banner / Hulk               | Also uncredited screenwriter       | [ 24 ]        |
| 2008 | Pride and Glory                                 | Ray Tierney                       |                                    | [ 25 ]        |
| 2008 | Bustin' Down the Door                           | Narrator                          | Documentary: voice only            |               |
| 2009 | By the People: The Election of Barack Obama     | N/A                               | Producer only                      | [ 26 ]        |
| 2009 | The Invention of Lying                          | Cop                               | Cameo                              |               |
| 2010 | Leaves of Grass                                 | Bill Kincaid / Brady Kincaid      | Also producer                      | [ 27 ]        |
| 2010 | Stone                                           | Gerald "Stone" Creeson            |                                    | [ 28 ]        |
| 2012 | Moonrise Kingdom                                | Scout Master Randy Ward           |                                    | [ 29 ]        |
| 2012 | The Dictator                                    | Chính mình                        | Uncredited                         |               |
| 2012 | The Bourne Legacy                               | Eric Byer                         |                                    | [ 30 ]        |
| 2012 | Thanks for Sharing                              | N/A                               | Executive producer only            | [ 31 ]        |
| 2014 | My Own Man                                      | Himself                           | Documentary                        |               |
| 2014 | The Grand Budapest Hotel                        | Henckels                          |                                    | [ 32 ]        |
| 2014 | Birdman or (The Unexpected Virtue of Ignorance) | Mike Shiner                       |                                    | [ 33 ]        |
| 2016 | Sausage Party                                   | Sammy Bagel Jr.                   | Voice only                         | [ 34 ]        |
| 2016 | Collateral Beauty                               | Whit Yardsham                     |                                    | [ 35 ]        |
| 2017 | The Guardian Brothers                           | Yu Lei                            | Voice only: English language dub   | [ 36 ]        |
| 2018 | Isle of Dogs                                    | Rex                               | Voice only                         | [ 37 ]        |
| 2018 | Gotti                                           | N/A                               | Executive producer only            |               |
| 2019 | Alita: Battle Angel                             | Nova                              | Uncredited cameo                   |               |
| 2019 | Motherless Brooklyn                             | Lionel Essrog                     | Also writer/producer/director      | [ 38 ]        |
| 2021 | The French Dispatch                             | The Chauffeur                     |                                    | [ 39 ]        |
| 2022 | Glass Onion: A Knives Out Mystery               |                                   |                                    | [ 40 ]        |
| 2023 | Asteroid City                                   |                                   | Post-production                    | [ 41 ]        |

| Films that have not yet been released | Chỉ tác phẩm chưa phát hành |

### Truyền hình
| Năm  | Tiêu đề                                      | Vai diễn                            | Ghi chú                                |
| ---- | -------------------------------------------- | ----------------------------------- | -------------------------------------- |
| 2000 | The Simpsons                                 | Devon Bradley (voice role)          | Episode: "The Great Money Caper"       |
| 2005 | Stella                                       | Himself                             | Episode: "Pilot"                       |
| 2009 | Modern Family                                | Izzy LaFontaine                     | Episode: "Great Expectations"          |
| 2013 | The Simpsons                                 | Reverend Elijah Hooper (voice role) | Episode: "Pulpit Friction"             |
| 2013 | Saturday Night Live                          | Host / Owen Wilson                  | Episode: "Edward Norton/Janelle Monáe" |
| 2015 | Saturday Night Live 40th Anniversary Special | Himself / Stefon                    | TV special                             |
| 2015 | Last Week Tonight with John Oliver           | Himself                             | Episode: "Infrastructure"              |
| 2018 | The Comedy Central Roast                     | Himself                             | Episode: "Bruce Willis"                |
| CTB  | Extrapolations                               | Jonathan Chopin                     | Upcoming series                        |